# لويز هارا
لويز هارّا، عالمة فيزياء أيرلندية، ولدت في لورغان، مقاطعة أرماغ، أيرلندا الشمالية. تخرّجت من جامعة كوينز في بلفاست بدرجة البكالوريوس (مع مرتبة الشرف) في الرياضيات والفيزياء التطبيقية وهي حاصلة على درجة دكتوراه في الفيزياء. كانت أستاذًا للفيزياء الشمسية في الكلية الجامعية بمختبر مولارد لعلوم الفضاء في لندن  حتى عام 2019، حيث انتقلت إلى سويسرا لتصبح مديرة PMOD / WRC وأستاذة منتسبة في معهد زيورخ ETH لفيزياء الجسيمات والفيزياء الفلكية .

## الاهتمامات البحثية
تشمل اهتماماتها البحثية:
- العوامل المنشّطة للتوهجات الشمسية والانبعاثات الكتلية الإكليلية
- تكوين الرياح الشمسية
- اتصال الشمس والأرض

## البعثات الفضائية
شاركت هارا في عدد من المهمات الفضائية في حياتها المهنية. بما في ذلك:
- بعثة الفضاء اليابانية / الأمريكية / البريطانية يوكو (مسبار) ، حيث عملت عالمة أدوات في اليابان.
- بعثة JAXA/NASA/UK/ESA "هينود"، باحثة مسؤولة عن مطياف التصوير بالأشعة فوق البنفسجية.
- بعثة ESA / NASA "المتتبع الشمسي"، باحثة رئيسية مشارك في التصوير بالأشعة فوق البنفسجية.

## الجوائز
- 2017: ميدالية روبنسون التي يقدمها مرصد أرماغ.
- 2016: جائزة دايوا أدريان للبحوث البريطانية اليابانية.
- 2015: جائزة الإنجاز لمجموعة RAS لأداة هينود.
- 2014: جائزة السير آرثر كلارك ، الإنجاز الفضائي (دراسة / بحث أكاديمي) لأعمالها القيادية في المملكة المتحدة وعلى الصعيد الدولي لاستغلال البيانات المرسلة من المركبة الفضائية اليابانية هينود وقيادتها لتلسكوب EUI المثبت ضمن المركبة الشمسية المدارية. [6]
- 2014: وسام تشابمان من الجمعية الفلكية الملكية، لإجراء تحقيقات فردية حول الجدارة البارزة في الفيزياء الشمسية-الأرضية، بما في ذلك المغناطيسية الأرضية وعلم الطيران. [7]